# Berboriet
Het mineraal berboriet is een gehydrateerd beryllium-boraat, met de chemische formule Be2(BO3)(OH)0,75F0,25 · H2O. Berborietkristallen zijn kleurloos en hebben een hexagonale structuur. Het komt voor als massieve of granulaire eenheden, zeer zelden als prismatische kristallen.
Het mineraal is noch magnetisch, noch radioactief.

## Naamgeving en ontdekking
Berboriet is genoemd naar zijn samenstelling: het is een samentrekking van ber(yllium) en bor(aat). Het mineraal werd in 1967 ontdekt in de Lupikkomijn nabij de stad Pitkjaranta (Karelië, Rusland).